# Pa de gingebre

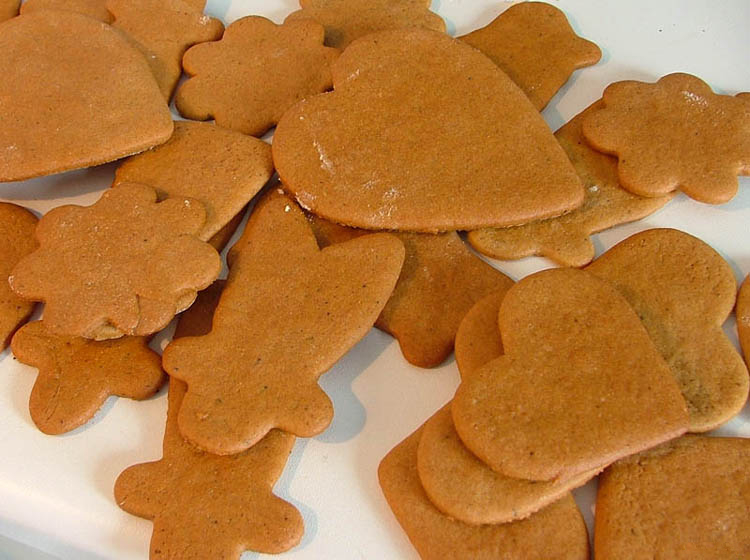
Bescuits de gingebre

El pa de gingebre (dit també pa d'espècies que no s'ha de confondre amb el pa d'espècies) és una espècie de bescuit o galeta, caracteritzat per una distintiva sabor de gingebre i, habitualment, l'ús de melassa per a endolcir. És típic de la gastronomia de Nadal del nord d'Europa, on la recepta va ser portada en el segle x. Especialment en aquesta època, és habitual de bescuits tallats en forma de cor, d'homenet o encara de casa- l'origen de la història de Hänsel i Gretel.

## Història
El monjo armeni Gregori de Nicòpolis (Grècia) va ser el primer a fer un pa de gingebre. Després de mudar-se a França el 992, va introduir la seva suculenta creació i la va aprendre als sacerdots francesos. La popularitat d'aquest aliment va créixer i es va escampar per tot Europa.

## Variants
En alguns països europeus tenen diferents variants d'aquest bescuit com ara en la cuina francesa amb el pain d'épices que es tradueix sovint com a 'pa de gingebre'. A Alemanya i Bèlgica hi ha els spekulatius que són bescuits de forma humana i a Polònia els molt tradicionals toruńskie pierniki, etc.
A Panamà, una confecció similar es fa a la província de Chiriquí. Aquesta darreria es diu 'yiyinbre' i és preparat amb gingebre i melassa.
A Mèxic, especialment en la regió huasteca de l'estat d'Hidalgo, s'elabora el "chichimbre" (amb una semblança fonètica amb el vocable gingebre), que també es coneix com a puerquitos de piloncillo amb canyella, dits així per la forma de cos d'un porc vist de perfil.